# NGC 4244
NGC 4244 (другие обозначения — UGC 7322, MCG 6-27-45, ZWG 187.35, FGC 1402, IRAS12150+3804, PGC 39422) — спиральная галактика (Sc) в созвездии Гончие Псы.
Этот объект входит в число перечисленных в оригинальной редакции «Нового общего каталога».
Галактика NGC 4244 входит в состав группы галактик NGC 4214. Помимо NGC 4244 в группу также входят NGC 4163, NGC 4190 и NGC 4214.